# Вэй Цин
Вэй Цин (кит. 衛青; ?-106) — генерал династии Хань, воевал против кочевников хунну (匈奴), что принесло ему большую известность. Был младшим единокровным братом Императрицы Вэй-цзыфу (衛子夫) и дядей Хо Цюйбина (霍去病), а также зятем императора У-ди(漢武帝).